# Luis González Ñarro
Luis González Ñarro (? – ?, 1967) was een Spaans of Braziliaans componist en arrangeur. Voor bepaalde werken gebruikte hij het pseudoniem R. Geyer.
Over deze componist en arrangeur is weinig bekend. Naast bewerkingen van klassieke muziek voor banda, zoals Para Elisa-Hoja de album (Für Elise) van Ludwig van Beethoven, de ouverture El barbero de Sevilla (De barbier van Sevilla) van Gioacchino Rossini, de ouverture Caballería ligera (Leichte Kavallerie) alsook de ouverture Poeta y aldeano (Dichter und Bauer) van Franz von Suppé, Dianas de San Fermín - Estampas Navarras, Juan de Orúe Nº 1 - Estampas bilbaínas en Esta sí que salió bien van Ricardo Amiano, schreef hij een aantal eigen werken voor banda.

## Composities

### Werken voor banda (harmonieorkest)
- 1954 - ¡Buen cartel!, paso doble torero
- 1958 - Bailarines autómatas, fox-polka
- 1958 - Fiesta en la banana, merengue
- 1959 - París canta, fox medio tiempo
- 1961 - Anda, cariño mío, corrido
- Alba bella, diana
- Botafogo, baiao
- Brasilia, baiao
- Cantigas, paso doble
- Diez chamacos, vals-joropo
- El Ebro Canta, paso doble
- En el arenal de Sevilla, paso doble torero
- Jota taurina
- La plaza de Las Ventas, paso doble torero
- Maño y baturro, paso doble-jota
- Paganini, selectie
- Pensar, soñar, bolero
- Soy feliz sin ti, bolero - tekst: R. Morena
- Virgen de la Guía, processiemars

- Biblioteca Nacional de España: XX1031182
- Virtual International Authority File: 86598039
- WorldCat: E39PBJB8rMkMtrhJvypdP8MdcP